# جثين جونز (لاعب كرة قدم)
جثين جونز (بالإنجليزية: Gethin Jones)‏ هو لاعب كرة قدم بريطاني في مركز الدفاع، ولد في 8 أغسطس 1981 في كارماذن ‏ في المملكة المتحدة. لعب مع كارديف سيتي ونادي باث سيتي.

## وصلات خارجية
- جثين جونز (لاعب كرة قدم) على موقع قاعدة بيانات كرة القدم.إي يو (الإنجليزية)
- جثين جونز (لاعب كرة قدم) على موقع Soccerbase.com (لاعب) (الإنجليزية)
- جثين جونز (لاعب كرة قدم) على موقع Soccerway.com (الإنجليزية)